# St. Maria (Gräfinau-Angstedt)

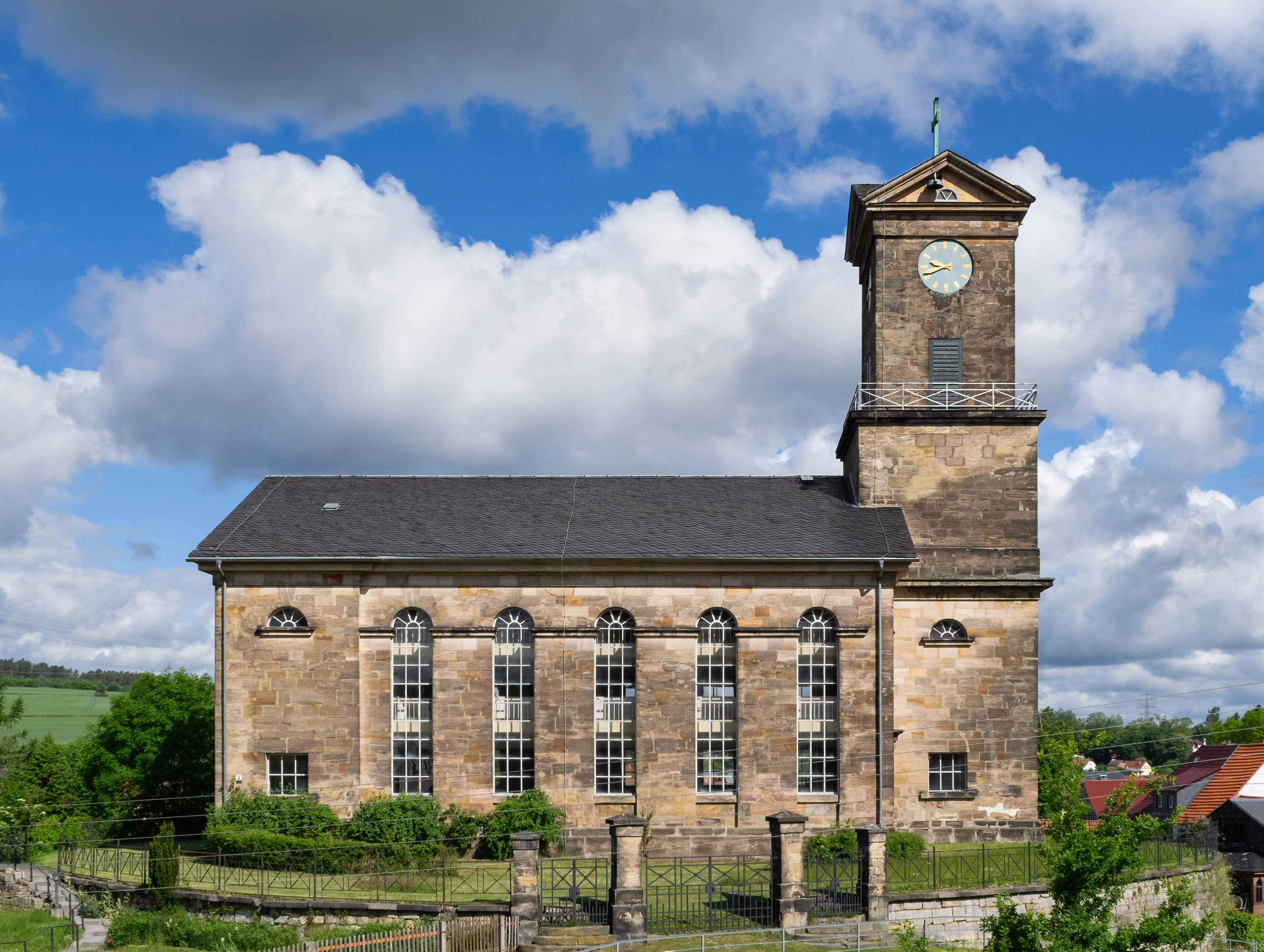
Gräfinau-Angstedt, St. Maria

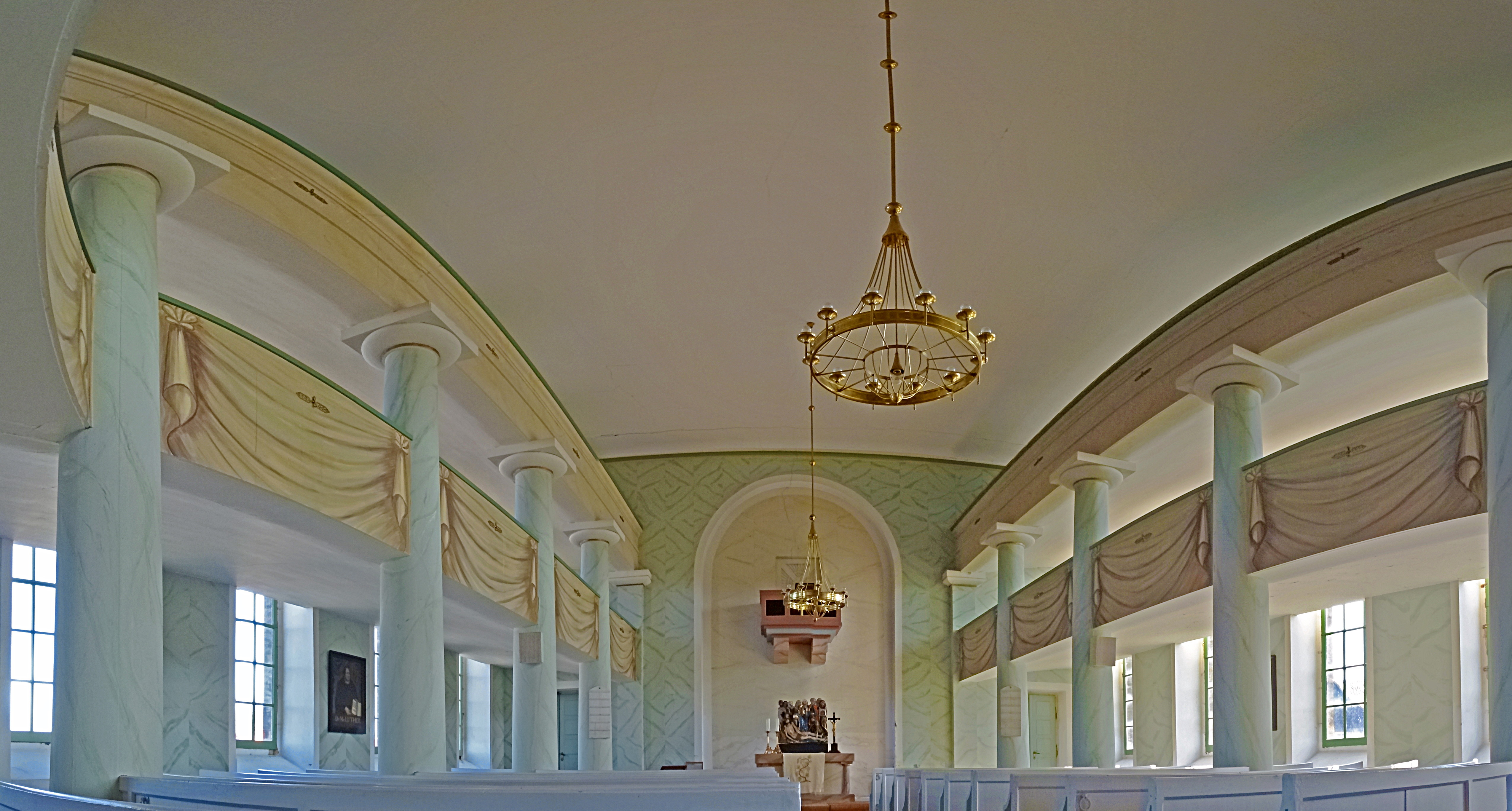
Innenraum

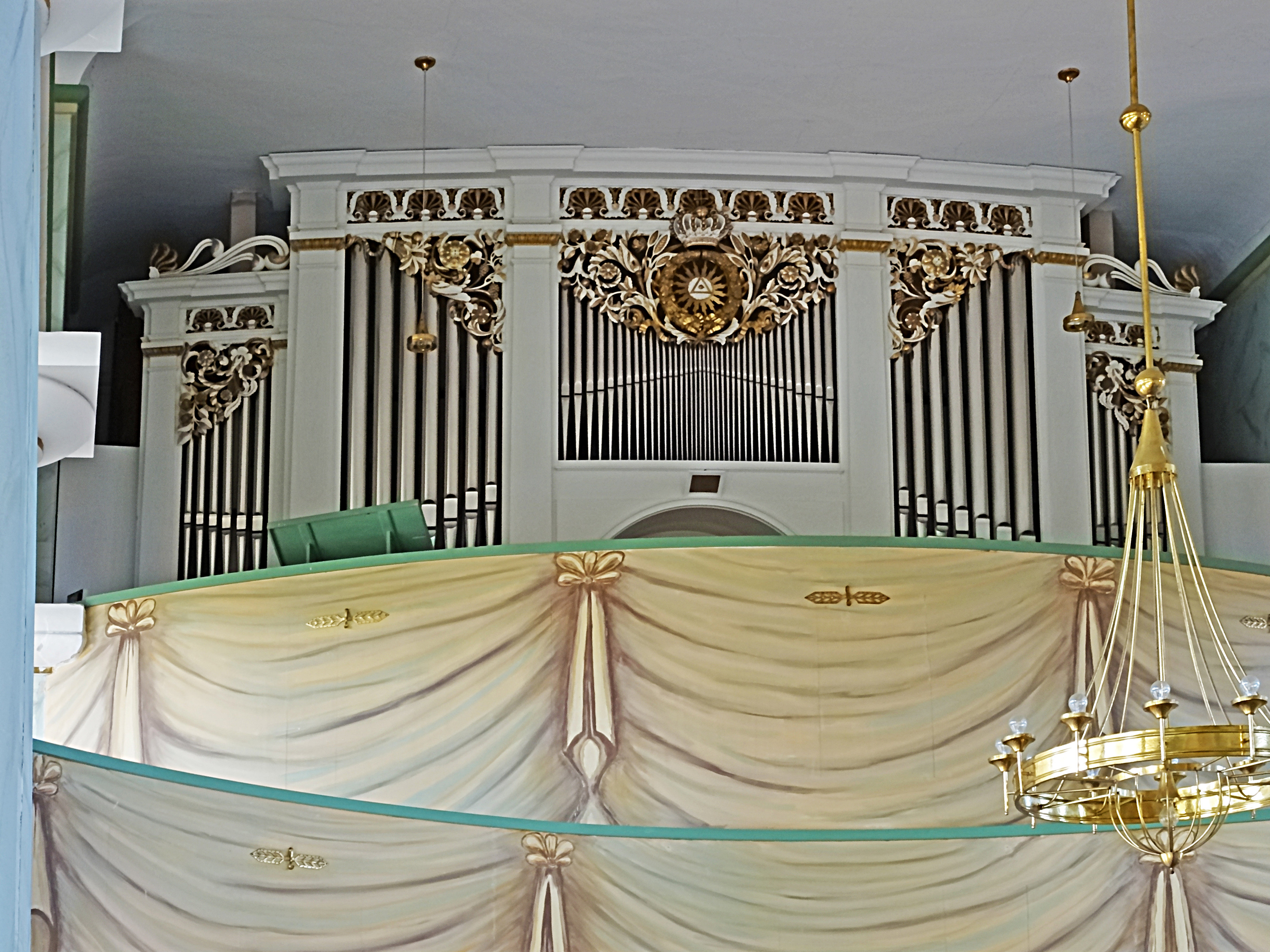
Orgel

Die evangelisch-lutherische Kirche St. Maria steht in der Gehrener Straße auf einem Hügel in Gräfinau-Angstedt, einem Ortsteil der Stadt Ilmenau im Ilm-Kreis in Thüringen. Die Kirchengemeinde Gräfinau-Angstedt gehört zur Pfarrei Gräfinau-Angstedt im Kirchenkreis Arnstadt-Ilmenau der Evangelischen Kirche in Mitteldeutschland.

## Beschreibung

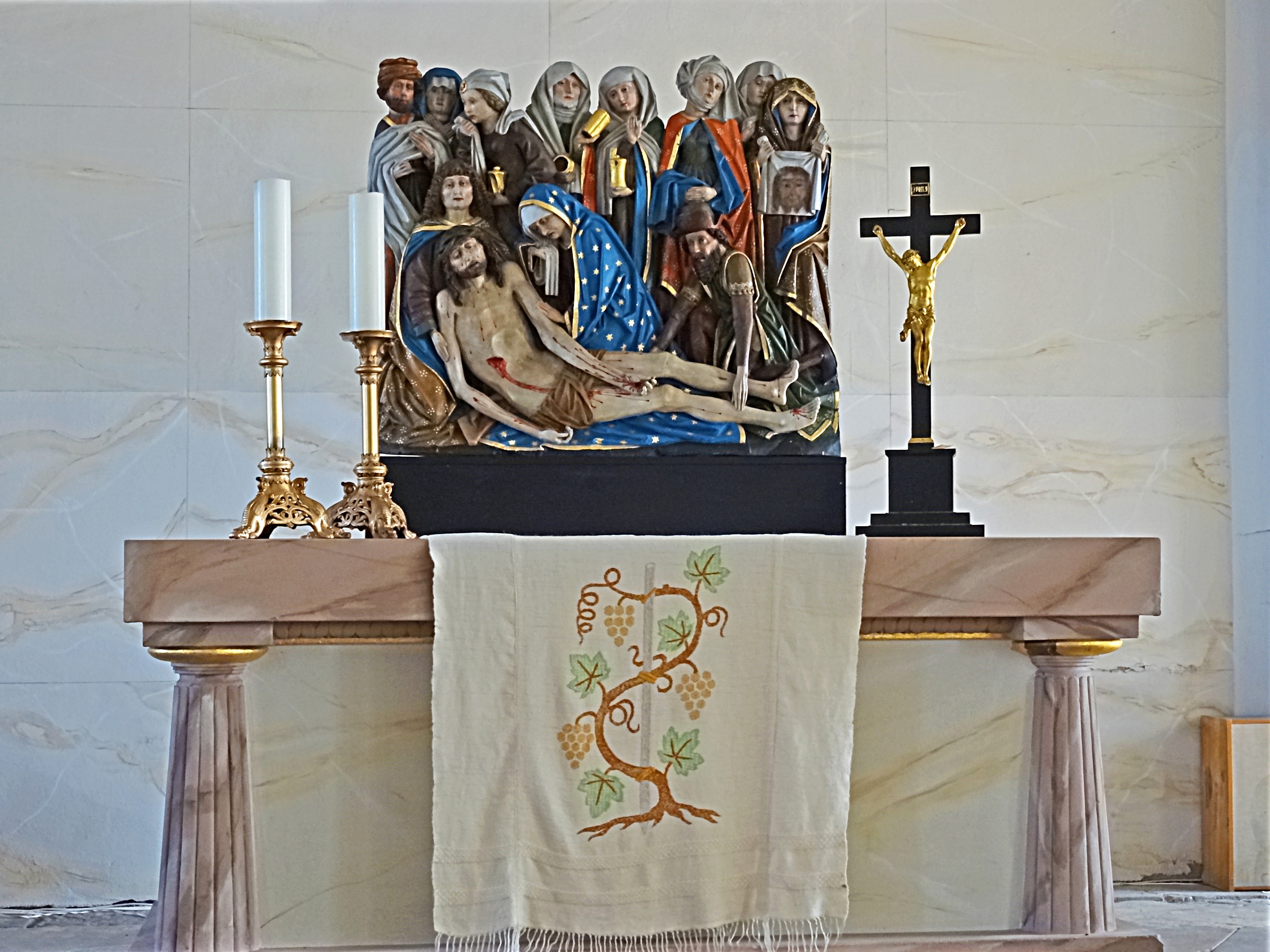
Beweinung Christi

Die klassizistische Saalkirche über sechs Achsen und Kirchturm im Osten wurde anstelle eines Vorgängers, der gemäß einer Urkunde von 1281 Maria, Nicolai und allen Heiligen geweiht war, nach Plänen eines unbekannten Baumeisters von 1827 bis 1831 gebaut. Der mit einem flachen Satteldach gedeckte Rechteckbau hat eine Natursteinfassade und ein monumentales, an französische Revolutionsarchitektur erinnerndes Portal im Westen. Ein wuchtiges Paar Säulen trägt das Gebälk und das ornamental gestaltete Tympanon. Das Kirchenschiff hat zweigeschossige Emporen und ist mit einer Flachdecke überspannt. Die Kirchenbänke sind im Halbrund um den Altar gruppiert. Das Altarbild vom Anfang des 16. Jahrhunderts aus einer Saalfelder Werkstatt besteht aus einem geschnitzten Relief mit der Darstellung der Beweinung Christi.
Die große Glocke aus Bronze wurde 1512 gegossen, die beiden kleineren sind jüngeren Datums.
Die Orgel mit 21 Registern, verteilt auf zwei Manuale und Pedal, wurde 1831 von Johann Friedrich Schulze gebaut und 2006 von Orgelbau Schönefeld restauriert.
Die Kirche wurde 1969 renoviert, und 1981 wurde die klassizistische Wandmalerei und Deckenmalerei erneuert. Mitte der 1990er Jahre bekam der Turm wegen der Verkehrsbelastung Risse, und das Gebäude wurde umfangreich restauriert.